# Sierociniec żydowski w Tarnowie
Sierociniec żydowski w Tarnowie – były sierociniec dla dzieci żydowskich w Tarnowie, znajdujący się przy ul. Kołłątaja 14. W latach osiemdziesiątych mieściło się tam przedszkole państwowe, obecnie zaś – niepubliczne przedszkole „Pałacyk Malucha”.

## Historia
Budynek został wzniesiony w latach 1913–1914 dla żydowskiej Gminy Wyznaniowej w Tarnowie, a zaprojektowany przez architekta inż. Adolfa Siódmaka.
W sierocińcu od 3. roku życia wychowywała się żydowska artystka Mina Nath.
W czasie II wojny światowej Niemcy wymordowali wszystkie sieroty i cały personel sierocińca.